# سد چونگور
سد چونگور (به لاتین: Chonghu'er Dam) یک سد وزنی و نیروگاه برقابی در چین است که در Burqin County, Xinjiang Uighur Autonomous Region واقع شده‌است.